# 九条キヨ
九条 キヨ（きゅうじょう きよ）は、日本の漫画家。A型。杉並区在住。
以前は『月刊Asuka』（KADOKAWA角川書店）などで『トリニティ・ブラッド』（原作：吉田直）を連載していた。独特の絵柄・作風で人気を得ている漫画家である。またグラビア好きのようで、自身の作品（『ZONE-00』）の場面から時々垣間見ることができる。特に杉本彩には並々ならぬ情熱を抱いているようで、その敬慕のほどは度々作中でも垣間見られる。
サインは「九条キヨ」の文字をドクロの形にしたもの。

## 作品リスト

### コミックス
- トリニティ・ブラッド（『月刊Asuka』2003年10月号 - 2016年5月号→『コミックNewtype』2016年11月24日 - 2018年4月24日、全21巻）
- ZONE-00（『Magazine ZERO』→『ビーンズエース』→『月刊Asuka』→『コミックNewtype』、全20巻）

### 表紙イラスト
- セーラー服と黙示録シリーズ（著：古野まほろ、2012年 - 2017年、角川書店、単行本2巻・文庫5巻）

## 画集
- 九条キヨ キャンペーン 特製イラスト集（非売品、「トリニティ・ブラッド」×「ZONE‐00」連動特製イラスト集）
- 九条キヨ イラスト集 Trinity Blood ～rubor～（角川書店、2009年12月24日初版発行）ISBN 978-4-04-854389-7
- 九条キヨ ZONE-00 イラスト集「9」（KADOKAWA、2015年2月24日初版発行）ISBN 978-4-04-102277-1
- 九条キヨ ZONE-00 イラスト集「monochrome+sketch」（KADOKAWA、月刊ASUKA 2015年5月号付録）
- 九条キヨ イラスト集 Trinity Blood Night Road（KADOKAWA、2018年12月22日初版発行）ISBN 978-4-04-107182-3
- 九条キヨ ZONE-00 イラスト集「十」（KADOKAWA、2023年3月10日初版発行）ISBN 978-4-04-113145-9